# Cobitis paludica
Cobitis paludica é uma espécie de peixe actinopterígeo da família Cobitidae.
Pode ser encontrada nos seguintes países: Portugal e Espanha.
Os machos desta espécie não costumam ultrapassar os 7 centímetros de comprimento, enquanto as fêmeas podem chegar até aos 13 centímetros.
Alimentam-se de invertebrados e plantas. 
Os seus habitats naturais são: rios e rios intermitentes.
Esta espécie está ameaçada por perda de habitat.